# Nationalfeiertag (Frankreich)

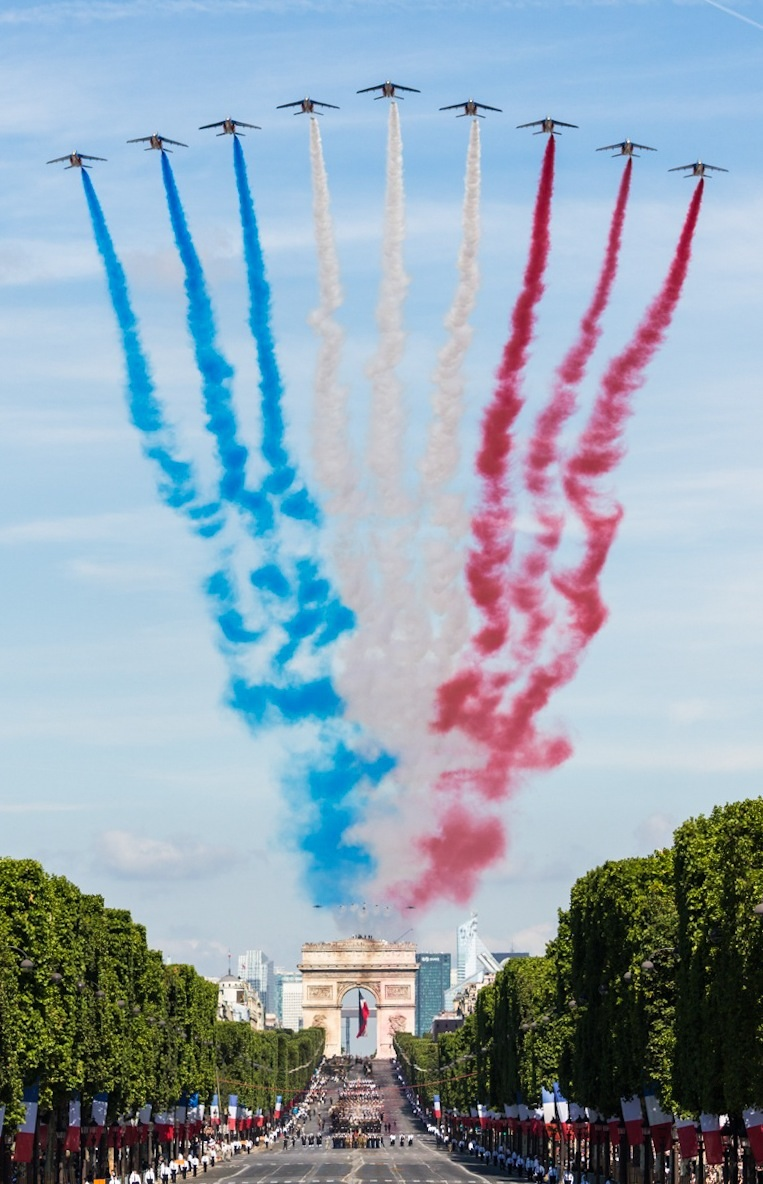
Die Patrouille de France mit neun Alpha Jets über den Champs Élysées

Der 14. Juli ist der französische Nationalfeiertag (französisch fête nationale bzw. 14 juillet) und erinnert an den Sturm auf die Bastille am 14. Juli 1789 und an das Föderationsfest (Fête de la Fédération) 1790, welches sich auf den Volksaufstand im Vorjahr bezog, und damit an den Beginn der Französischen Revolution.

## Festlichkeiten
Der 14. Juli wird üblicherweise mit Militärparaden im ganzen Land begangen und allgemein als Feier der französischen Siege in der Vergangenheit betrachtet. Die größte und bekannteste dieser Paraden findet in Paris auf der Avenue des Champs-Élysées statt. Gleichzeitig ist der Tag auch ein Volksfest mit abendlichem Feuerwerk am Eiffelturm und Bällen, die traditionell von der Pariser Feuerwehr ausgerichtet werden. In verschiedenen Städten findet das Fest in der Nacht zum 14. Juli statt, in den meisten aber in der Nacht zum 15. Juli. In Neukaledonien beginnen die Feierlichkeiten bereits am Vormittag des 13. Juli. Außerhalb Frankreichs wird manchmal auch ein Volksfest von der Botschaft organisiert, zum Beispiel in Berlin.

## Geschichte

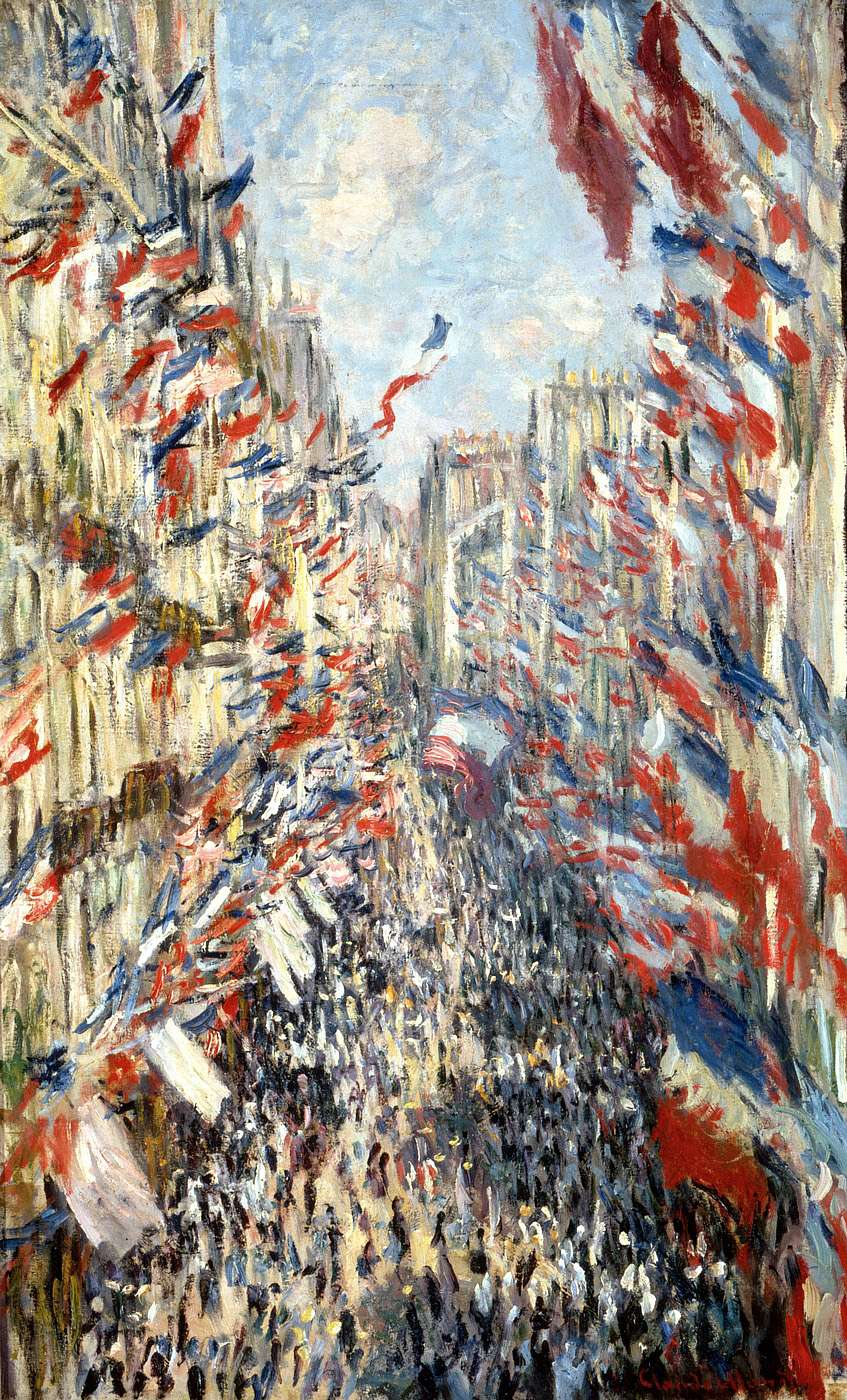
Gemälde von Claude Monet, das den Nationalfeiertag 1878 darstellt

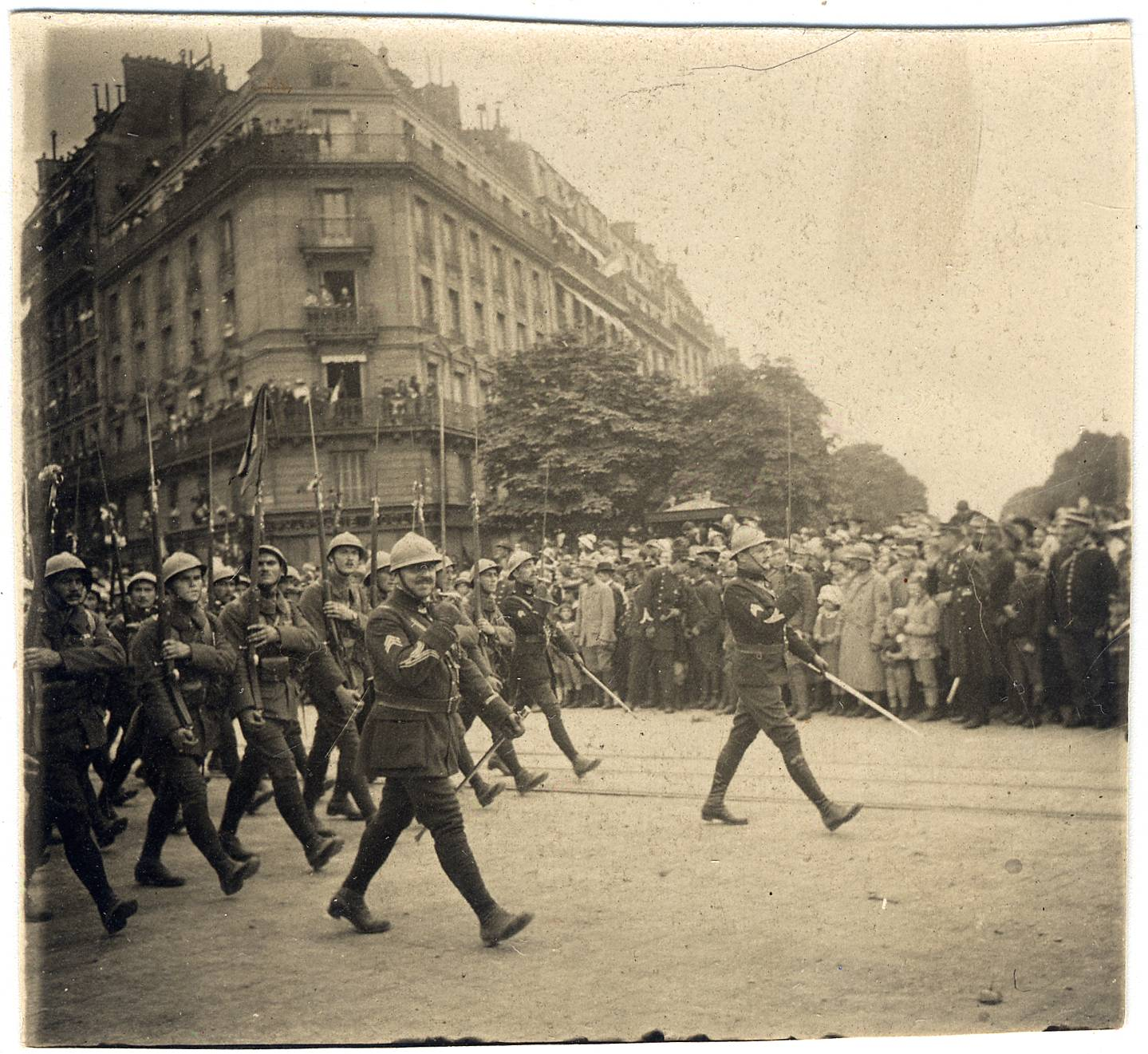
Nationalfeiertag während des Ersten Weltkriegs

Am 14. Juli 1790 wurde das so genannte Föderationsfest gefeiert, bei dem der König vor Vertretern aller Provinzen und Stände einen feierlichen Eid auf die Nation ablegte. Es wird berichtet, dass bei den Arbeiten, die nötig waren, die Marsfelder (champs de mars) für das Fest vorzubereiten, Menschen aller Stände und Schichten beteiligt waren. Deshalb gilt das Föderationsfest als Zeichen der Solidarität des französischen Volkes.
Am 6. Juli 1880 wurde der Jahrestag des Föderationsfestes zum Nationalfeiertag erklärt.
Der zentrale Ort der Feier war der Hippodrom von Longchamp, in der eine Militärparade als Symbol für die Versöhnung zwischen der Republik und der Armee stattfand. Die Richtlinien zur Feier sahen zwei Programmpunkte vor, die alle anderen übertreffen sollten. Zuerst erhielt die Armee vor den Augen von 300.000 Zuschauern und dem Präsidenten Jules Ferry neue Fahnen und Standarten vom Verteidigungsminister. Außerdem wurde auf dem damaligen Place du Château d’eau (heute Place de la République) ein Monument mit einer Statue der „Republik“ eingeweiht, das im Jahr zuvor bei einem offenen Wettbewerb ausgewählt worden war. Es fand auch ein großes Konzert im Jardin du Luxembourg statt, da der Senat in diesem Jahr das Palais du Luxembourg bezogen hatte.
Ein weiterer Meilenstein des Feiertages waren die Feierlichkeiten am 14. Juli 1919, die mit dem Siegeszug zur Beendigung des Ersten Weltkrieges zusammenfielen. Dabei zogen erstmals Truppen aller Bündnismächte der Entente über die Avenue des Champs-Élysées.
Während der Besetzung des Landes im Zweiten Weltkrieg fanden keine ausgedehnten Feierlichkeiten statt. Der Tag wurde von der Vichy-Regierung als Gedenktag angesetzt, in den auch die Kirche eingebunden war. Es fanden jedoch traditionelle Feiern der Forces françaises libres in London und New York statt.
Der 14. Juli 1945 stellte einen weiteren Höhepunkt des Feiertages dar, da Frankreich wie nach dem Ersten Weltkrieg erneut den Sieg und seine Freiheit feiern konnte. Die Militärparade verlief vom Place de la Nation über den Place de la République bis zum Arc de Triomphe.

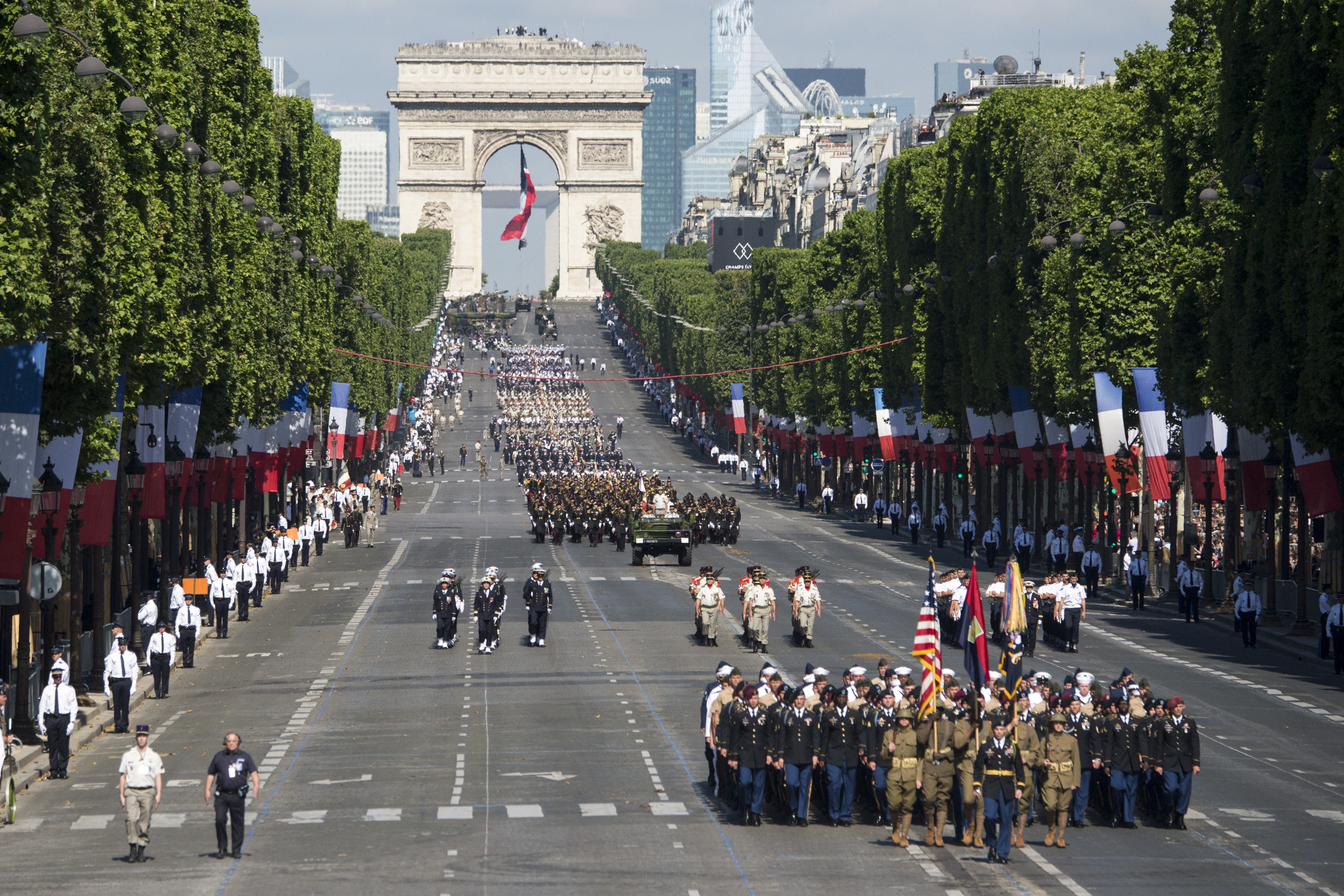
An der Militärparade in Paris nehmen auch befreundete Partnerstaaten teil

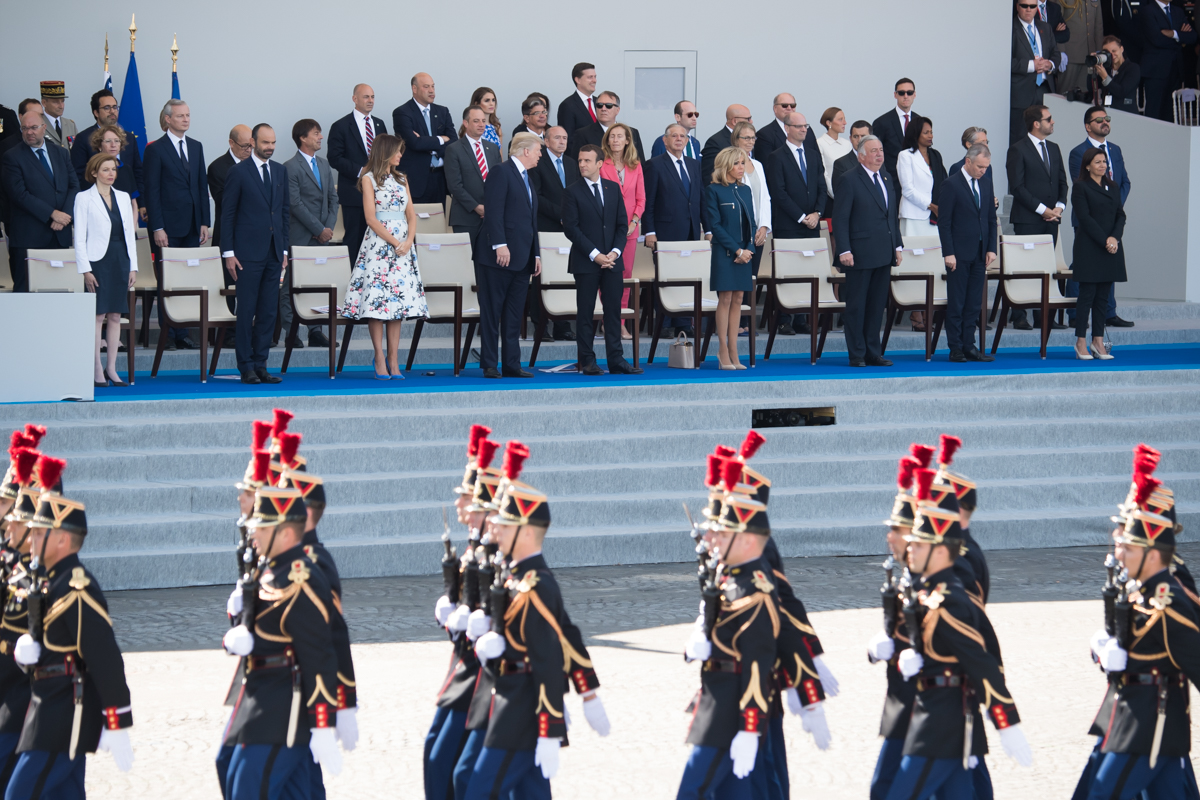
Der französische Präsident empfängt traditionell zahlreiche Staats- und Ehrengäste (hier u. a. Donald Trump 2017)

Am 14. Juli 2007 marschierten ca. 1000 Soldaten aus allen 27 EU-Staaten bei der Militärparade mit. EU-Kommissionspräsident José Manuel Barroso empfand dies als „großartige Geste“.
Am 14. Juli 2014 nahmen Soldaten aus 70 Staaten teil; man hatte Teilnehmer aus allen Ländern eingeladen, die am Ersten Weltkrieg teilnahmen.
Am 14. Juli 2016 wurde ein Anschlag in Nizza auf die an der Strandpromenade versammelten Menschen mit über 80 Todesopfern verübt. Aus Furcht vor Anschlägen fanden an den Champs-Elysées strenge Kontrollen aller Zuschauer statt.
Am 14. Juli 2025 wird erstmals die Schweizer Luftwaffe an der Flugparade teilnehmen, mit einem Kampfflugzeug vom Typ F/A-18.

## Abweichendes Datum
Viriat, im Departement Ain nördlich von Bourg-en-Bresse gelegen, feiert den 14. Juli immer erst im August, um die Heuernte nicht zu stören. Dies wurde 1880 in einem kommunalen Dekret festgelegt.

## Feiertag im Saarland 1947–49
In den Jahren 1947 bis 1949 war der 14. Juli auch im von Frankreich besetzten Saarland ein gesetzlicher Feiertag.